# Stanisław Beniuszys
Stanisław Beniuszys (ur. 23 stycznia 1906 w Kownie, zm. 23 lutego 2005 w Kościerzynie) – polski geolog, doktor nauk technicznych Politechniki Gdańskiej.

## Życiorys
W 1933 ukończył gimnazjum i rozpoczął studia na Wydziale Technicznym Uniwersytetu Kowieńskiego, równocześnie pracował w fabryce maszyn rolniczych jako kalkulator. W 1936 przerwał studia, w 1939 powrócił na uczelnię, gdzie rozpoczął studia na Wydziale Matematyczno-Przyrodniczym o specjalności geologia. W 1940 przeprowadził się do Wilna, gdzie kontynuował naukę na Uniwersytecie Wileńskim. Równolegle od 1941 przez cztery lata był asystentem w Litewskim Instytucie Geologicznym. W 1946 ukończył studia i pozostał na uczelni pracując jako starszy asystent w Zakładzie Geologii oraz jako młodszy współpracownik naukowy w Akademii Umiejętności. W 1947 podjął decyzję o emigracji do Polski, od 1 września był starszym asystentem w Zakładzie Geologii Politechniki Gdańskiej. Rok później nostryfikował litewski dyplom, a następnie uzupełnił studia na Uniwersytecie Mikołaja Kopernika, gdzie po obronie pracy "Zarys budowy czwartorzędu Wileńszczyzny" uzyskał tytuł magistra filozofii w zakresie geologii i paleontologii. W latach 1948–1950 dodatkowo wykładał geologię w gdańskim Państwowym Liceum Wodno-Melioracyjnym oraz sopockim gimnazjum i liceum dla dorosłych. 2 czerwca 1951 obronił pracę "Czwartorzęd okolic Pucka" i uzyskał stopień doktora nauk technicznych. Od 1949 do przejścia na emeryturę w 1974 był zawodowo związany z Wyższą Szkołą Pedagogiczną w Gdańsku, która od 1970 weszła w skład Uniwersytetu Gdańskiego. Pracował jako starszy wykładowca oraz kierował Zakładem Geologii na Wydziale Biologii, Geografii i Oceanologii. W latach 1949–1952 współpracował z Państwowym Instytutem Geologicznym w zakresie szczegółowych zdjęć geologicznych, od 1953 przez rok zajmował stanowisko zastępcy kierownika Wydziału Geologii Inżynierskiej Centralnego Urzędu Geologii w Warszawie. Prowadził badania czwartorzędu wybrzeża Zatoki Gdańskiej i Pojezierza Kaszubskiego, w 1967 otrzymał zaproszenie z Uniwersytetu Technicznego w Kownie do uczestnictwa w badaniach terenowych pod Połągą. Członek Polskiego Towarzystwa Geologicznego. Został pochowany na cmentarzu w Kościerzynie.